# 何扬
何扬（1917年—），男，广东省大埔县人:1090，中华人民共和国政治人物、外交官。
1975年，接替周伯萍，担任中华人民共和国驻希腊大使。1980年，由杨公素接任。